# Primi ministri di Gibuti
I primi ministri di Gibuti dal 1977 (data di indipendenza dalla Francia) ad oggi sono i seguenti.

## Lista
| Primo ministro      | Primo ministro | Primo ministro            | Partito                                  | Elezione               | Mandato         | Mandato         | Capi di Stato         |
| Primo ministro      | Primo ministro | Primo ministro            | Partito                                  | Elezione               | Inizio          | Fine            | Capi di Stato         |
| ------------------- | -------------- | ------------------------- | ---------------------------------------- | ---------------------- | --------------- | --------------- | --------------------- |
|                     |                | Hassan Gouled Aptidon     | Raggruppamento Popolare per il Progresso | 1977                   | 27 giugno 1977  | 12 luglio 1977  | Hassan Gouled Aptidon |
|                     |                | Ahmed Dini Ahmed          | Raggruppamento Popolare per il Progresso |                        | 12 luglio 1977  | 5 febbraio 1978 | Hassan Gouled Aptidon |
|                     |                | Abdallah Mohamed Kamil    | Raggruppamento Popolare per il Progresso |                        | 5 febbraio 1978 | 2 ottobre 1978  | Hassan Gouled Aptidon |
|                     |                | Barkat Gourad Hamadou     | Raggruppamento Popolare per il Progresso | 1982, 1987, 1992, 1997 | 2 ottobre 1978  | 7 marzo 2001    | Hassan Gouled Aptidon |
| Ismail Omar Guelleh |                | Barkat Gourad Hamadou     | Raggruppamento Popolare per il Progresso | 1982, 1987, 1992, 1997 | 2 ottobre 1978  | 7 marzo 2001    |                       |
|                     |                | Dileita Mohamed Dileita   | Raggruppamento Popolare per il Progresso | 2003, 2008             | 7 marzo 2001    | 1º aprile 2013  |                       |
|                     |                | Abdoulkader Kamil Mohamed | Raggruppamento Popolare per il Progresso | 2013                   | 1º aprile 2013  | in carica       |                       |